# Гомельский инженерный институт
Гомельский филиал Университета гражданской защиты МЧС Беларуси (бел. Гомельскі філіял Універсітэта грамадзянскай абароны МНС Беларусі) — государственное высшее учебное заведение в городе Гомеле.

## История
В мае 1997 года приказом Министерства внутренних дел Республики Беларусь создано Гомельское среднее пожарно-техническое училище Главного управления военизированной пожарной службы МВД Республики Беларусь.
В марте 2000 года Приказом Министерства по чрезвычайным ситуациям Республики Беларусь на базе Гомельского среднего пожарно-технического училища создано Гомельское высшее командно-инженерное училище МЧС Республики Беларусь с одновременным открытием специальности «Предупреждение и ликвидация чрезвычайных ситуаций» и организацией подготовки специалистов с присвоением квалификации «Инженер по предупреждению и ликвидации чрезвычайных ситуаций» по очной форме обучения.
В ноябре 2003 года Гомельское высшее командно-инженерное училище Министерства по чрезвычайным ситуациям Республики Беларусь переименовано в учреждение образования «Гомельский инженерный институт Министерства по чрезвычайным ситуациям Республики Беларусь».
В соответствии с указом Президента Республики Беларусь от 19 августа 2016 г. № 313 образовано Государственное учреждение образования «Университет гражданской защиты Министерства по чрезвычайным ситуациям Республики Беларусь» путём объединения существующих учебных заведений этого ведомства — Командно-инженерного института, Гомельского инженерного института, Института переподготовки и повышения квалификации.
Гомельский филиал является структурным подразделением Университета гражданской защиты МЧС Республики Беларусь.